# Герб Угнева
Герб У́гнева — символ міста Угнева. Прийнятий 1642 року.

## Опис

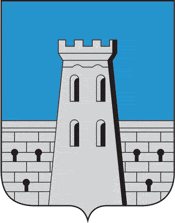
Герб міста 1642 року

Срібний мур із вежею в лазуровому полі.